# Théophile Dufour
Théophile Dufour (Ginevra, 4 ottobre 1844 – Plainpalais, 13 novembre 1922) è stato un avvocato e storico svizzero, che rivestì importanti incarichi istituzionali.
Giudice alla Corte di giustizia e, successivamente, alla Corte di cassazione, diresse l'Archivio di Stato e, in seguito, la Biblioteca pubblica a Ginevra, dove fu anche deputato presso il Gran Consiglio.
È noto, inoltre, per i suoi studi su Giovanni Calvino e sulle lettere di Jean-Jacques Rousseau.
Ebbe una figlia, Hélène, scrittrice, nota con lo pseudonimo di Noëlle Roger.